# Иватани, Тосио
Тосио Иватани (яп. 岩谷 俊夫 Иватани Тосио,  24 октября 1925, Кобе, Хёго, Японская империя — 1 марта 1970, Тюо, Токио, Япония) — японский футболист и тренер; нападающий, выступавший за Университет Васэда, «Осаку» и национальную сборную Японии. Бронзовый призёр Азиатских игр 1951 года.

## Биография
Тосио получил школьное образование в старшей школе Дайити Кобе, где он также начал играть в футбол. В 1943—1947 годах он проходил обучение в университете Васэда, параллельно выступая за студенческую футбольную команду. В 1949 году Тосио присоединился к клубу «Осака». Он провёл в этой команде восемь лет и трижды доходил до финала Кубка императора в её составе. После ухода из «Осаки» Тосио завершил карьеру игрока, занявшись тренерской и журналистской деятельностью.
Во времена выступлений за «Осаку» Тосио вызывался в национальную сборную Японии. Он дебютировал за национальную команду 7 марта 1951 года в матче Азиатских игр против сборной Ирана. Тосио принял участие во всех трёх встречах турнира. В матче против сборной Афганистана он отметился двумя первыми забитыми голами, которые принесли его национальной команде бронзовые медали Азиатских игр. Ещё два мяча за сборную Тосио забил во встрече квалификационного раунда ЧМ-1954 со сборной Южной Кореи, который состоялся 14 марта 1954 года. Он выступал за японскую национальную команду до 1956 года и в сумме провёл за неё восемь матчей.
В 1955 году во время товарищеских матчей национальной команды Японии против сборной Бирмы Тосио был играющим тренером. В 1960 году он возглавлял сборную Японии на юношеском чемпионате АФК. В 1965 году Тосио стал главным тренером своего бывшего клуба «Осака» и находился на этом посту до самой смерти. Он совмещал тренерскую деятельность с работой футбольным обозревателем в Киодо Цусин. 1 марта 1970 года Тосио умер после неудачной операции по удалению опухоли мозга. В 2006 году его включили в Зал славы японского футбола.

## Статистика выступлений за сборную Японии
| Матчи и голы Иватани за сборную Японии | Матчи и голы Иватани за сборную Японии | Матчи и голы Иватани за сборную Японии | Матчи и голы Иватани за сборную Японии | Матчи и голы Иватани за сборную Японии | Матчи и голы Иватани за сборную Японии |
| №                                      | Дата                                   | Оппонент                               | Счёт                                   | Голы Иватани                           | Соревнование                           |
| -------------------------------------- | -------------------------------------- | -------------------------------------- | -------------------------------------- | -------------------------------------- | -------------------------------------- |
| 1                                      | 7 марта 1951                           | Иран                                   | 0:0                                    | -                                      | Азиатские игры 1951                    |
| 2                                      | 8 марта 1951                           | Иран                                   | 2:3                                    | -                                      | Азиатские игры 1951                    |
| 3                                      | 9 марта 1951                           | Афганистан                             | 2:0                                    | 2                                      | Азиатские игры 1951                    |
| 4                                      | 14 марта 1954                          | Южная Корея                            | 2:2                                    | 2                                      | Отбор на ЧМ-1954                       |
| 5                                      | 1 мая 1954                             | Индонезия                              | 3:5                                    | -                                      | Азиатские игры 1954                    |
| 6                                      | 5 января 1955                          | Бирма                                  | 0:3                                    | -                                      | Товарищеский матч                      |
| 7                                      | 9 октября 1955                         | Бирма                                  | 0:0                                    | -                                      | Товарищеский матч                      |
| 8                                      | 10 июня 1956                           | Южная Корея                            | 0:2                                    | -                                      | Отбор на ОИ-1956                       |

Итого: 8 матчей / 4 гола; 1 победа, 3 ничьи, 4 поражения.

## Достижения

### Командные
«Осака»
- Финалист Кубка императора (3): 1951, 1952, 1953

 Сборная Японии
- Бронзовый призёр Азиатских игр (1): 1951

### Личные
- Член Зала славы японского футбола: 2006